# بام آديبایو
بام آديبایو (بالإنجليزية: Bam Adebayo)‏ هو لاعب كرة سلة أمريكي يلعب في مركز لاعب الوسط أو لاعب هجوم قوي الجسم في نادي ميامي هيت.

## روابط خارجية
- بام آديبایو على موقع إن بي أي (الإنجليزية)
- بام آديبایو على موقع سبورتس رفرنس (الإنجليزية)
- بام آديبایو على موقع كرة السلة الأوروبية.كوم (الإنجليزية)
- بام آديبایو على موقع إي إس بي إن.كوم (الإنجليزية)
- بام آديبایو على موقع كلية كرة السلة في سبورتس رفرنس.كوم (الإنجليزية)
- بام آديبایو على موقع ريلجم (الإنجليزية)
- بام آديبایو على موقع بروبوليرز (الإنجليزية)
- بام آديبایو على موقع اللجنة الأولمبية الدولية (الإنجليزية)
- بام آديبایو على موقع أوليمبيديا (الإنجليزية)
- بام آديبایو على موقع اللجنة الأولمبية والبارالمبية الأمريكية (الإنجليزية)